# حسن ابو شراره
حسن ابو شراره (عربی: حسن أبو شرارة؛ زادهٔ ۳ مهٔ ۱۹۹۷) یک بازیکن فوتبال است.